# Гросглокнер
Гросглокнер (  са висином од 3798 m надморске висине је највиша планина Аустрије. Овај врх је, после Мон Блана, други по висини врх у Алпима, када се мери релативном висином.
Гросглокнер лежи на граници између Корушке и Источног Тирола и највећи је врх Глокнер групе. Сам врх лежи на Глокнер бразди, а Пастерце, аустријски највећи ледник, лежи у подножју Гросглокнера.
Карактеристичан врх облика пирамиде се заправо састоји од два врха, Гросглокнер (Großglockner) и Клајнглокнер (Kleinglockner) (3700 m), који су раздвојени формацијом попут седла која је позната као „Гросглокнеров уски превој“ (Glocknerscharte).
Прво пењање на Гросглокнер 1779. године је било неуспешно. На лето 1800. године, организована је друга експедиција: учествовале су 62 особе, од којих је било 47 водича. 28. јула 1800. године, браћа Мартин и Сеп Клоц, заједно са друга два столара и свештеником Хорашом из Делзаха, кренули су у изазов да дођу до врха.